# Арктический туризм в России
Арктический туризм в России — часть туризма в России на территории Арктики — физико-географического района Земли, примыкающего к Северному полюсу и включающего окраины материка в территориальных водах Российской федерации в Северном Ледовитом океане и сухопутные территории Арктической зоны Российской Федерации, которые определены согласно указу президента Российской Федерации от 2 мая 2014 года № 296 «О сухопутных территориях Арктической зоны Российской Федерации». В их состав входят Мурманская область, Ненецкий автономный округ, Чукотский автономный округ и Ямало-Ненецкий автономный округ полностью, а также некоторые территории севера Республики Коми, севера Республики Карелия, севера Республики Саха — Якутии, севера Красноярского края, севера Архангельской области, а также земли и острова, расположенные в Северном Ледовитом океане, указанные в постановлении Президиума ЦИК от 15 апреля 1926 года «Об объявлении территорией Союза ССР земель и островов, расположенных в Северном Ледовитом океане» и других нормативных правовых актах СССР. Южная граница Арктики совпадает с южной границей зоны тундры. Обеспечение безопасных туристических поездок в экстремальных условиях Арктики требует специфических знаний и компетенции, а также является капиталоёмким, в то же время туристский потенциал Арктики предоставляет уникальные возможности, что в совокупности позволяет выделять данный вид туризма как самостоятельный.

## Развитие арктического туризма в России
Туристические операторы Российской Федерации предлагают в арктическом регионе морские круизы, рафтинг, катание на лодках, рыбалку и охоту, лыжные и пешеходные маршруты.
Имеется тенденция к увеличению интереса жителей России к арктическому туризму. Если в начале 2000-х годов в круизах и других турах в Арктику только около 10 % туристов были россиянами, а остальные — гражданами других государств, то по состоянию на 2016 год в групповых поездках в Арктику количество россиян выросло и составляло в среднем 25-30 %. В 2011—2013 годах осуществлялся международный проект «Государственно-частное партнёрство в сфере туризма в Баренцевом регионе» (BART), в рамках которого производился сбор общей информации о развитии туристской отрасли в Баренцевом регионе, исследовались потребности и ожидания участников туристского рынка, выполнялся компаративный анализ туристского потенциала арктических регионов России и других стран, были выделены основные проблемы и перспективы развития регионального туризма. На основе этих исследования был подготовлен План действий по развитию туризма в Баренцевом регионе на 2013—2015 годы.
C 2000 года Экспедиционным центром Русского географического общества создается дрейфующий ледовый лагерь Барнео — база комплексной высокоширотной арктической экспедиции в непосредственной близости от Северного полюса. База создается каждый год всего на месяц-полтора, как правило, в апреле, когда уже наступил полярный день, но солнце ещё не растопило лёд, нет сильного ветра и температура не ниже минус 30 градусов. Район, где производится разведка подходящей для базы льдины, ограничивается координатами от 88.5 до 89.5 градусов северной широты, и от 90 до 140 градусов восточной долготы, и определяется с учётом дрейфа льдов и на основании данных со спутника. На Барнео строится ледовый аэродром, принимающий регулярные рейсы Ан-74, на ней базируются два вертолёта Ми-8. На базе устанавливаются 12 отапливаемых жилых модулей, 2 кают-компании и несколько технических помещений. За месяц базу «Барнео» посещают около 250 туристов из разных стран, которым предлагаются экстремальные (прыжки с парашютом, подлёдный дайвинг, полёт на воздушном шаре) и менее экстремальные программы (катание на мотосанях, собачьих упряжках, вертолёте). За посещение туристами базы отвечает член Русского географического общества, Special Travel Club.
В 2009 году в северной части архипелага Новая Земля был создан национальный парк «Русская Арктика»,в 2016 году в него был включён архипелаг Земля Франца-Иосифа,это на данный момент крупнейший национальный парк России.На территории парка находятся крупнейшие в Северном полушарии «птичьи базары» (кайры и гаги), лежбища моржей, обитают белые медведи, гренландский кит, песцы, гренландские тюлени и нерпы. Помимо природы парк интересен культурным наследием: здесь находятся места и объекты, связанные с историей открытия и освоения российской Арктики с XVI века, в частности, связанные с деятельностью русских полярных исследователей Русанова и Седова, а также стоянки голландского мореплавателя Виллема Баренца, открывшего эти земли для западных европейцев, и русских поморов, бывавших там задолго до него. Таким образом национальный парк интересен как со стороны экологического, так и со стороны научного и познавательного туризма. В 2009 году Председатель Правительства России Владимир Путин предложил министрам провести свой очередной отпуск в «Русской Арктике» или в схожих местах. В летний сезон 2019 года национальный парк «Русская Арктика» посетили 1306 человек из 44 стран мира.
Предприятие «Арктикуголь», занимавшееся добычей угля на архипелаге Шпицберген, из-за больших убытков, чтобы иметь дополнительный источник доходов было вынуждено заняться туристическим бизнесом. Был открыт Центр развития арктического туризма. С 2007 года трест «Арктикуголь» после закрытия шахты в российском шахтёрском посёлок Пирамида на острове Западный Шпицберген архипелага Шпицберген (в юрисдикции Норвегии) начало развивать в посёлке туристскую деятельность. Предприятием были капитально отремонтированы и восстановлены сети теплоснабжения, запущены в работу два новых тепловых котла, были востстановлены сети водоснабжения и канализации, запущены две новые дизельные станции, в порту построены три гостевых домика для туристов. С 2009 года в посёлке розобновили работу гостиница и ресторан. В 2016 году полностью был отремонтирован номерной фонд гостиницы. В части номеров по просьбам иностранных туристических операторов был сохранен антураж советской эпохи. В 2016 году для швартовки маломерных судов, яхт и катеров был установлен понтонный причал. В 2016 году шахты и шахтёрские посёлки на архипелаге Шпицберген посетили 27 тысяч туристов, 600 из них из России. В 2019 году в посёлке восстановили самый северный в мире кинотеатр, в котором есть возможность посмотреть документальные и художественные фильмы с оригинальных киноплёнок 1960—1980-х годов, хорошо сохранивштхся из-за низкой влажности и холодной температуры. Всего в фильмохранилище посёлка хранится около 650 кинофильмов, которые были привезены в советское время. В 2019 году в честь 100-летия советского кинов в посёлке Пирамида прошёл самый северный в мире кинофестиваль. Посёлок стал музеем под открытым небом, который посещают туристы из разных стран. Кроме самого посёлка туристы могут отправиться в поход, в котором можно посетить Голубые озера, водопады, гору Пирамида, бухту Сканская, бутылочный домик.
Спросом пользуется арктический экспедиционный туризм — маршруты которого проходят через острова Северного Ледовитого океана — Землю Франца-Иосифа, Новую Землю, на Северный полюс из Мурманска, вдоль побережий Балтийского, Баренцева и Белого морей, вдоль Чукотского полуострова с посещением острова Врангеля, вдоль берегов Сахалина и Камчатки с посещением Командорских и Курильских островов. Кроме российских туристических компаний в организации круизов по русской Арктике также участвуют американские, английские и новозеландские компании. В 2015 году было организовано пять круизов на атомном ледоколе, один из них — на Чукотку, другой — на остров Врангеля. Например, ледокол «50 лет Победы» помимо основной задачи по проводке караванов в арктических морях также ориентирован на выполнение арктических круизов, как правило, к Северному Полюсу с посещением заповедного архипелага Земля Франца-Иосифа. В круизе на борту для туристов работает ресторан, спортивный зал, сауна, бассейн, библиотека, музыкальный салон и система спутникового телевидения. Наиболее популярным у российских туристов туров к Северному полюсу, является маршрут: Мурманск — Земля Франца-Иосифа — Северный Полюс — Мурманск. В Федеральной целевой программе «Развитие внутреннего и въездного туризма (2019—2025 годы)» круизные путешествия обозначены основным направлением развития туризма в Арктике .
В 2017 году в Европе, странах Юго-Восточной Азии, Китае и на Ближнем Востоке при поддержке Национальных туристских офисов Visit Russia было произведено исследование изучающее портрет иностранного туриста в России. По результатам этого исследования выяснилось, что для респондентов на первом месте по популярности являются события, которые связаны с уникальными природными явлениями, одим из которых выделили окончание полярной ночи в Мурманске

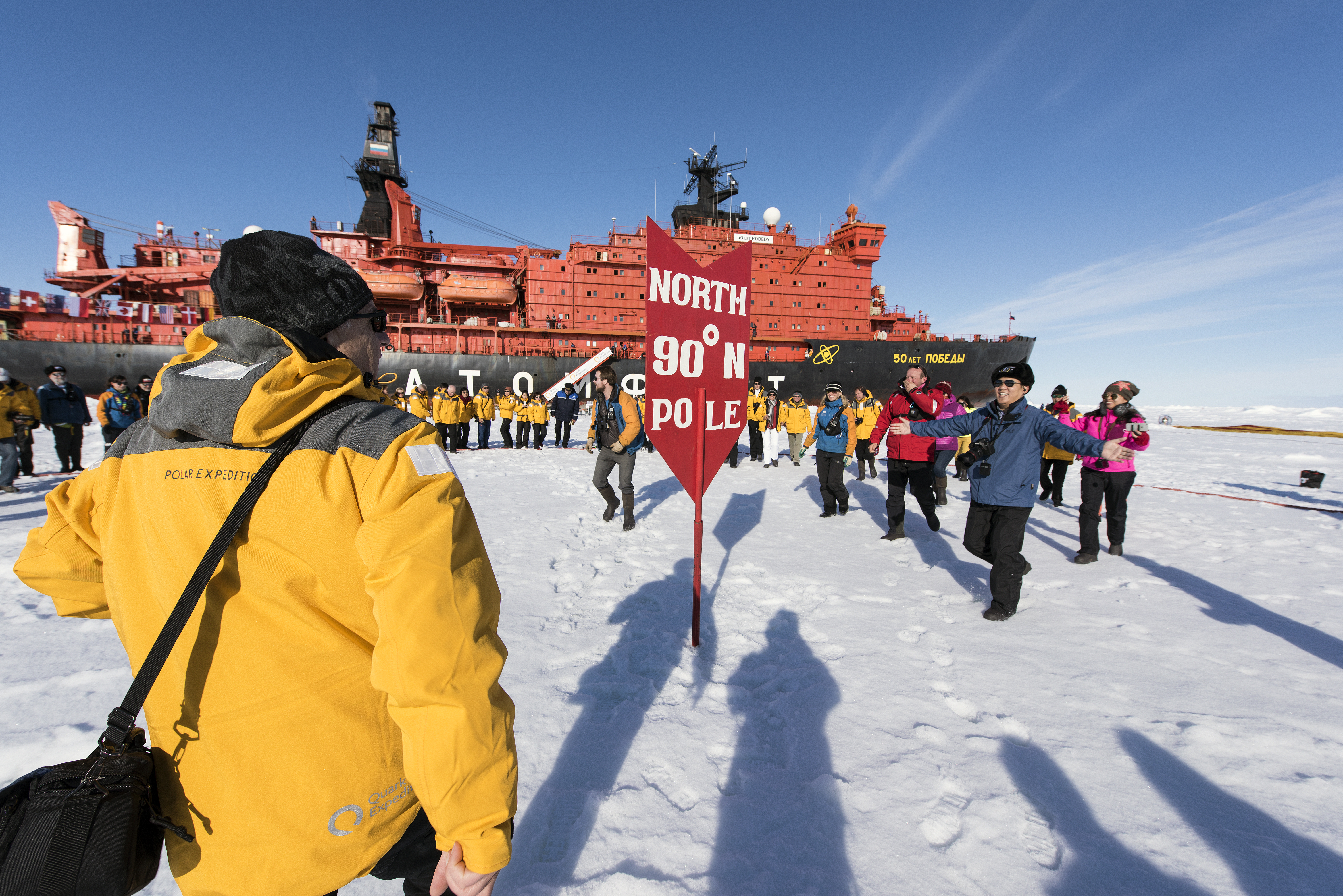
Круиз на атомном ледоколе «50 лет Победы» достиг Северного полюса
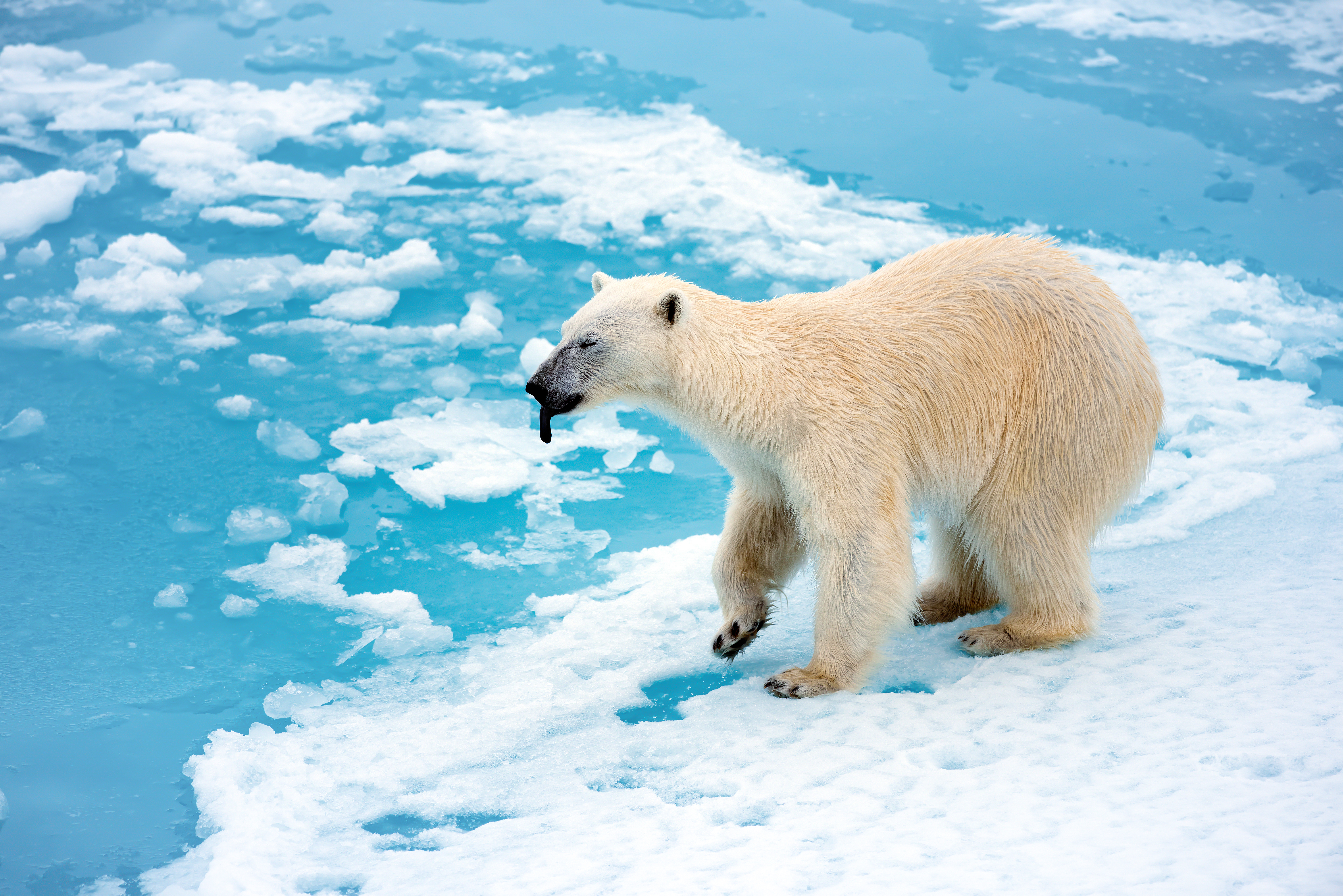
Белый медведь на Земле Франца-Иосифа
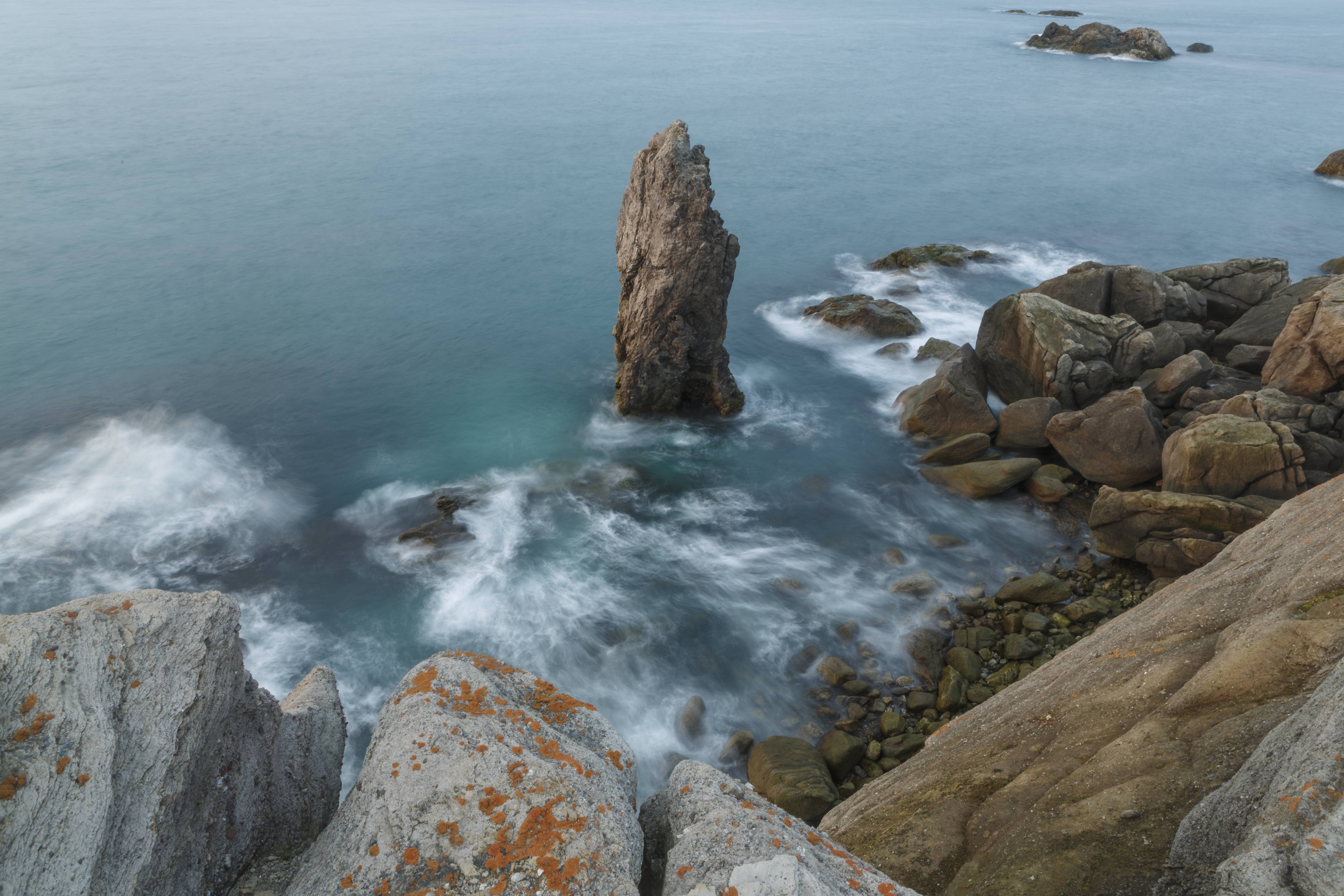
Национальный парк «Русская Арктика»: северная часть архипелага Новая Земля
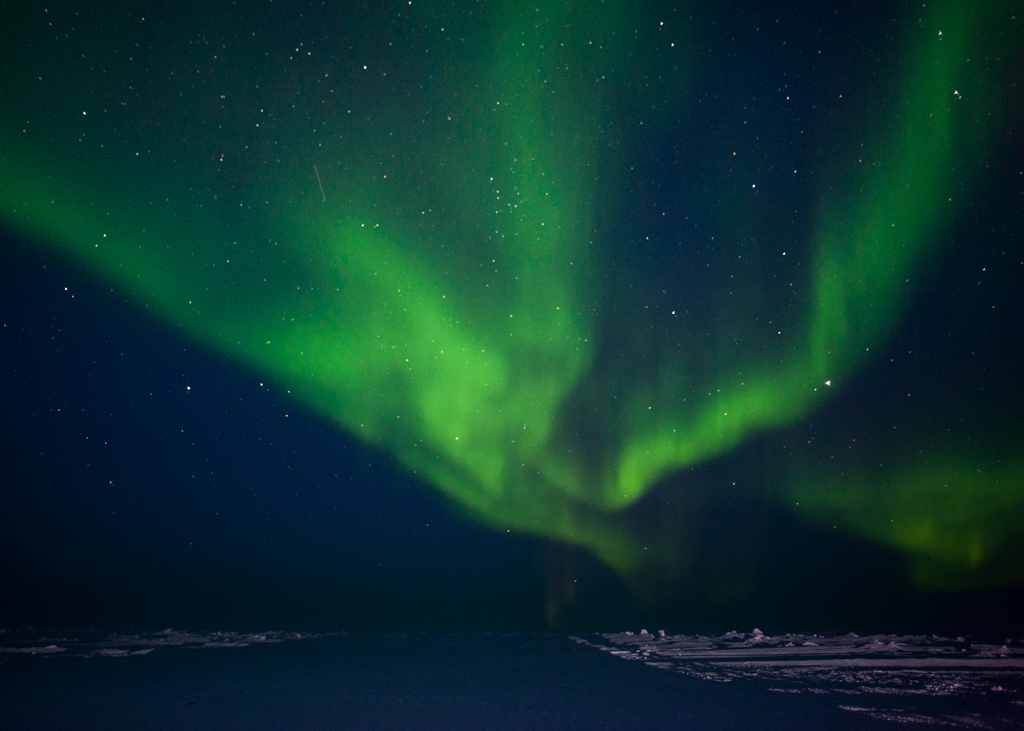
Северное сияние

## Арктический туризм в России по регионам

### Мурманская область

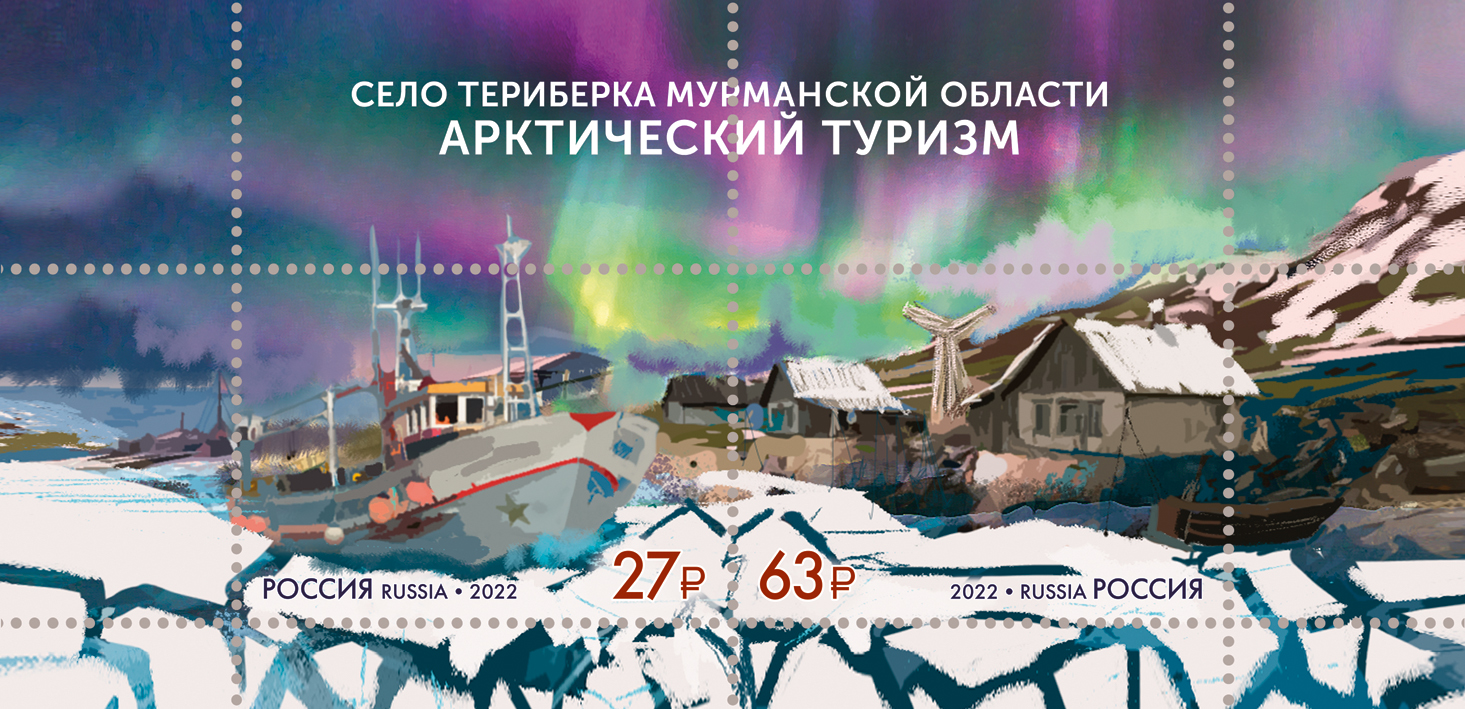
Почтовая марка 2022 год. Серия «Арктический Туризм». Село Териберка Мурманской области

В Мурманской области развиваются следующие виды туризма: экологический, водный, горный, минералогический, пешеходный, лыжный, велосипедный, а также спортивное рыболовство и охота, альпинизм, горнолыжный спорт, дайвинг. В 2012 году в рамках реализации проекта «Арктическая гавань» в Мурманске началась реконструкция пирса дальних линий морского вокзала для приёма круизных судов и паромов.
Город Кировск является одним из центров российского горнолыжного спорта. В районе города действует два подготовленных горнолыжных комплекса «Большой Вудъявр» и «Кукисвумчорр». Также в окрестностях города имеются возможности для занятий фрирайдом и бэккантри. На склонах гор Айкуайвенчорр и Кукисвумчорр с 1937 года проходят всесоюзные и республиканские соревнования. На склонах горы Кукисвумчорр каждый год проходит этап соревнований по фрирайду Freeride World Qualifier 1* и Открытый Кубок Хибин по фрирайду (Khibiny Open Cup). В Хибинах развиваетяся парапланеризм. Горнолыжный сезон длится с конца ноября по середину мая. В 2016 году благодаря обильным снегопадам сезон длился до середины июня. В связи с коротким световым днём зимой высокий сезон в Кировскае длится с 15 марта по 9 мая. У подножья горы Куэльпорр расположена туристическая база «Куэльпорр».
С 2008 года жегодно у подножия Хибинских гор вблизи города Кировск возводится «Снежная деревня» — комплекс сооружений из снега и льда определённой тематики, который создают художники-оформители и скульпторы из различных регионов России. «Снежная деревня» с олимпийской тематикой площадью 2,014 тысячи квадратных метров в 2012 году вошла в «Книгу рекордов России» как самое большое по площади закрытое целевое сооружение из снега. Ежегодно на территории экскурсионно-туристического центра «Снежная деревня» проводится международный фестиваль снежных фигур «Снеголёд», попавший в топ-200 лучших мероприятий России на 2019 год.
В селе Ловозеро в Ловозерском районе для посещения туристами открыта деревня «Сам-сыйт» в которой туристы имеют возможность познакомиться культурой, традициями и бытом коренного народа Кольского полуострова — саамов. Гостевой дом оформлен в стиле культуры саами, но имеет современные удобства. В музее под открытым небом можно увидеть деревянные статуи, вигвамы, а также предметы быта саамов. Для посетителей организованы катание на оленьих упряжках и снегоходах, а также разрешается кормить оленей с рук. Гостям предлагаются блюда саамской кухни: лим, пудзе вэнч, кулль-вярр, вороника в оленьем жире, пакула, ловозерский хлеб. В 2017 году «Сам-сыйт» посетило более 10 тысяч туристов — по три-четыре туристических группы в день (до 120 человек).
Ежегодно более 15 тысяч туристов посещают особо охраняемые природные территории Мурманской области. Популярностью у туристов пользуется занимает природный парк «Полуострова Рыбачий и Средний», который был открыт в 2014 году. По состоянию на 2019 год в области было обустроено 16 экологических троп в различных особо охраняемых природных территориях. Три экологических тропы организованы на территории населённых пунктов.
На Терском берегу Белого моря находятся основные памятники культуры русских поморов, наиболее известный из которых церковь Успения в селе Варзуга, выполненный в виде деревянного шатрового храма, типичного для северного русского зодчества, с резным иконостасом.

### Чукотский автономный округ
Туризм представлен экспедициями, круизами, этнотуризмом. Морские круизы привлекают наибольшее число посетителей, главным образом иностранцев. Основные достопримечательности находятся в пограничной зоне.

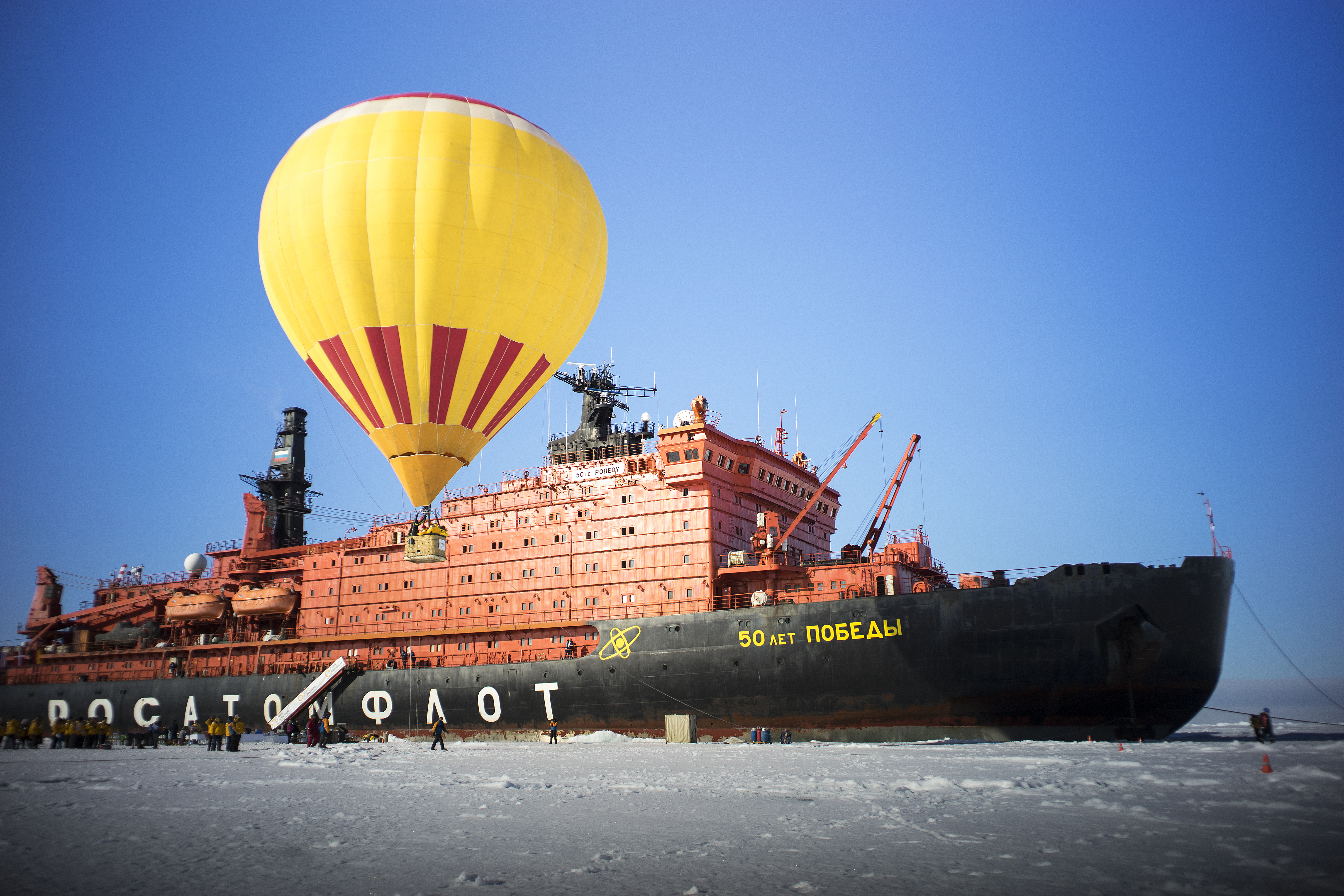
Помимо основной задачи по проводке караванов в арктических морях, ледокол «50 лет Победы» также ориентирован на выполнение арктических круизов
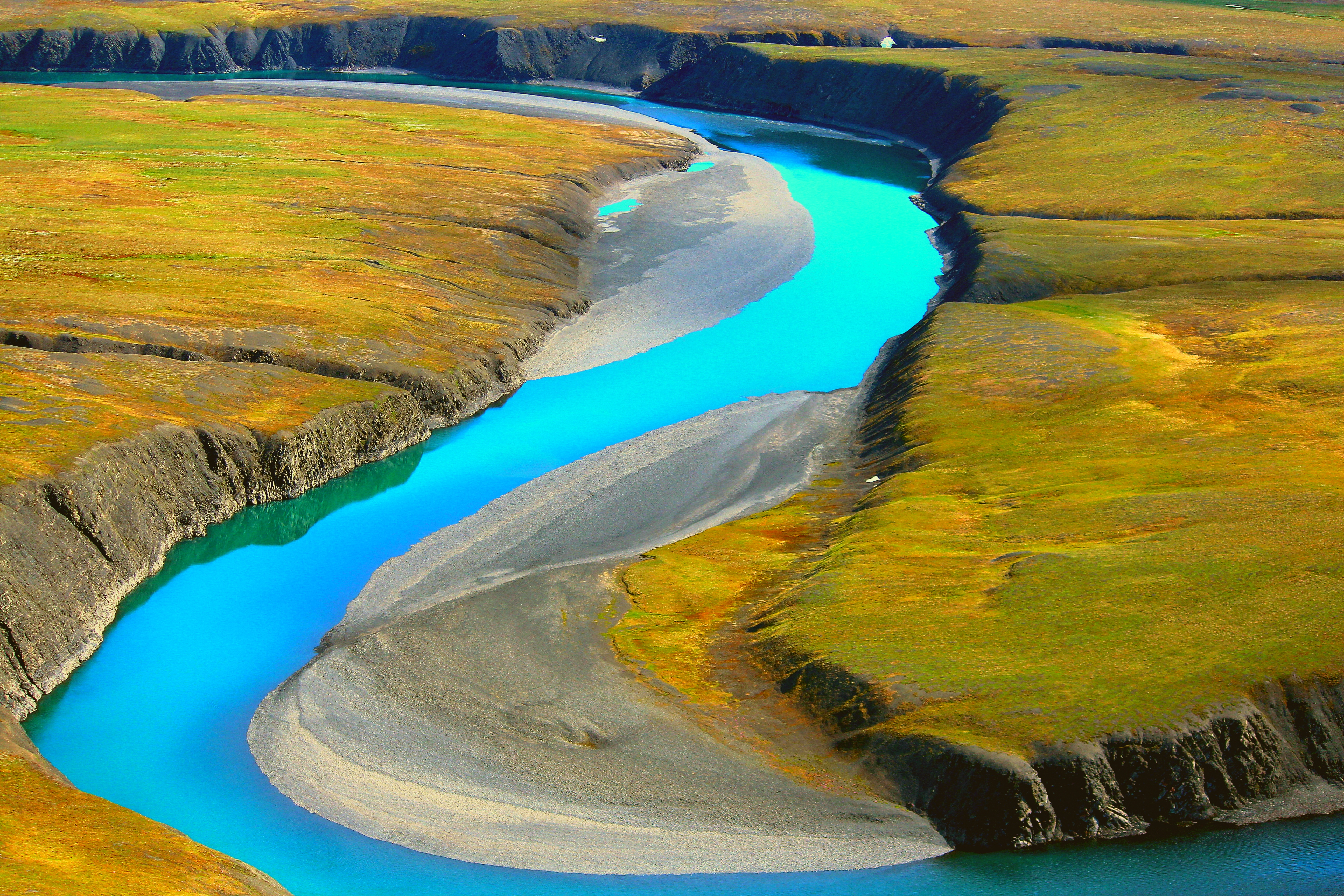
Русло реки в национальном парке «Русская Арктика»
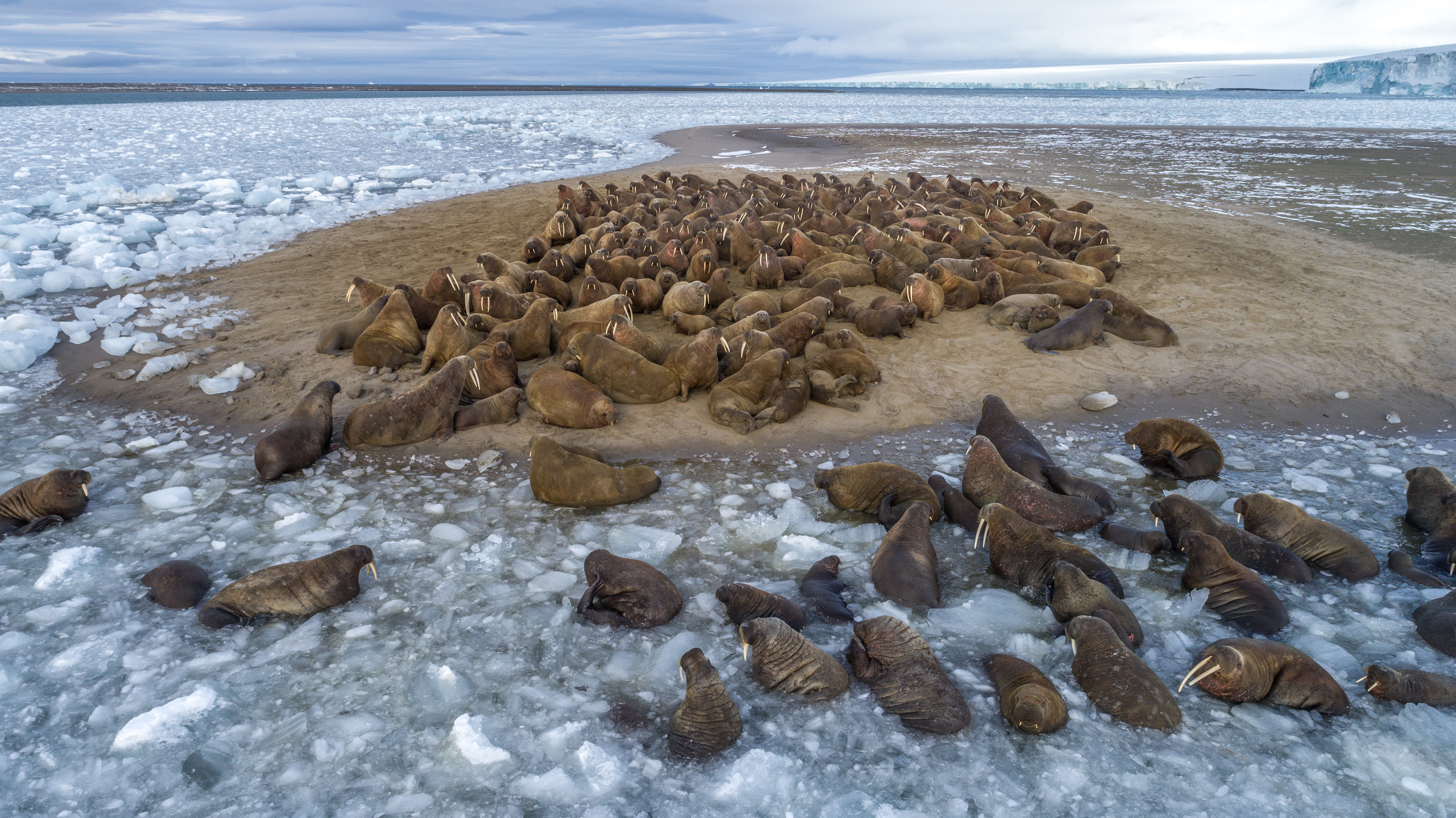
Лежбище моржей на острове Нортбрук
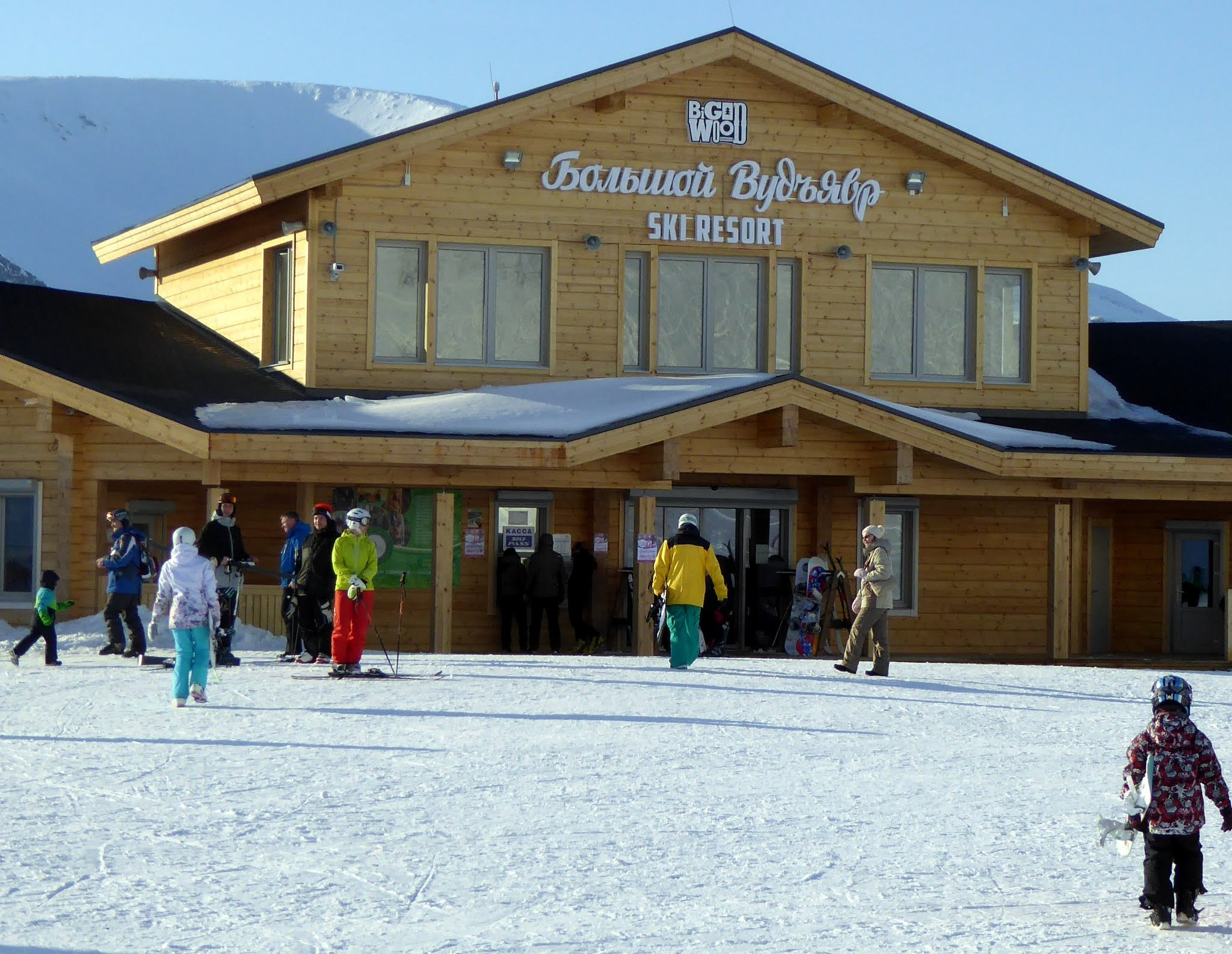
Горнолыжный комплекс «Большой Вудъявр», Кировск, Мурманская область